# Чатом (Алабама)
Ча́том (англ. Chatom) — крупнейший город и административный центр округа Вашингтон, штат Алабама. Население по переписи 2020 года — 1104 человека.

## География
Находится в 209 км к юго-западу от административного центра штата, города Монтгомери. По данным Бюро переписи США, общая площадь города равняется 27,77 км².

## История
Территория, на которой в настоящее время расположен Чатом, была впервые заселена примерно в 1902 году; в 1904 году появилось почтовое отделение. В 1906 году через город был проложен участок железной дороги, соединившей Алабаму и Теннесси. В 1907 году избиратели округа приняли решение о переносе административного центра из Сент-Стивенса в Чатом. В 1908 году возведено здание окружного суда, которое прослужило более пятидесяти лет. В 1909 году в городе открылось первое банковское учреждение.
В 1916 году в Чатоме появилась первая средняя школа. В 1929 году к городу были подведены линии электропередач, тогда же установили и первую телефонную станцию. В 1950-х годах сооружена городская система водоснабжения; основана пожарная служба. В 1960 году началось строительство нового здания суда и окружного департамента здравоохранения, завершившееся в 1965 году.

## Население
| Год переписи                    | Нас. |  | %±     |
| ------------------------------- | ---- |  | ------ |
| 1950                            | 609  |  | —      |
| 1960                            | 993  |  | 63,1%  |
| 1970                            | 1059 |  | 6,6%   |
| 1980                            | 1122 |  | 5,9%   |
| 1990                            | 1094 |  | −2,5%  |
| 2000                            | 1193 |  | 9%     |
| 2010                            | 1288 |  | 8%     |
| 2020                            | 1104 |  | −14,3% |
| 1950–2020 U.S. Decennial Census |      |  |        |

По переписи населения 2020 года в городе проживало 1104 жителя. Плотность населения — 39,76 чел. на один квадратный километр. Расовый состав населения: белые — 64,76 %; чёрные или афроамериканцы — 28,44 %; испаноязычные или латиноамериканцы — 1,72 % и представители других рас — 5,08 %.

## Экономика
По данным переписи 2020 года, средний годичный доход домохозяйства составляет 51 875 долларов, что на 22,6 % выше среднего уровня по округу и на 0,3 % ниже среднего по штату. Доля населения, находящегося за чертой бедности, — 31,5 %.

## Образование
В городе расположены начальная и средняя школы. Функционирует также частный образовательный центр, а также школа с техническим уклоном, куда приезжают учащиеся со всего округа на период каникул.

## Культура и отдых
На территории городского общественного центра возле 22-акрового озера Эллис расположены специально оборудованные места для пикников, а также пешеходная тропа. В пределах территории города находится гольф-клуб Deerfield с 18-луночным полем. Каждый февраль в Чатоме проводится парад в честь Марди Гра. В здании окружного суда расположен музей, в котором представлены артефакты, относящиеся к истории города и округа.